# Daphne Akhurst
Daphne Jessie Akhurst (Ashfield, 22 de abril de 1903 - Sydney, 9 de Janeiro de 1933), também conhecida pelo nome de casada Daphne Cozens, foi uma tenista australiana.
Campeã de 14 Grand Slams, todos no Aberto da Austrália. Morreu aos 29 anos, em uma complicação na gravidez, conhecida como gravidez ectópica.

## Grand Slam finais

### Simples (5 títulos)
| Resultado | Ano  | Campeonato               | Oponente            | Placar         |
| --------- | ---- | ------------------------ | ------------------- | -------------- |
| Campeã    | 1925 | Australian Championships | Esna Boyd           | 1–6, 8–6, 6–4  |
| Campeã    | 1926 | Australian Championships | Esna Boyd Robertson | 6–1, 6–3       |
| Campeã    | 1928 | Australian Championships | Esna Boyd Robertson | 7–5, 6–2       |
| Campeã    | 1929 | Australian Championships | Louie Bickerton     | 6–1, 5–7, 6–2  |
| Campeã    | 1930 | Australian Championships | Sylvia Lance Harper | 10–8, 2–6, 7–5 |

### Duplas (5 títulos, 1 vice)
| Resultado | Ano  | Campeonato               | Parceira              | Oponentes                               | Placar        |
| --------- | ---- | ------------------------ | --------------------- | --------------------------------------- | ------------- |
| Campeã    | 1924 | Australian Championships | Sylvia Lance Harper   | Kathleen Le Messurier Meryl O'Hara Wood | 7–5, 6–2      |
| Campeã    | 1925 | Australian Championships | Sylvia Lance Harper   | Esna Boyd Kathleen Le Messurier         | 6–4, 6–3      |
| Vice      | 1926 | Australian Championships | Marjorie Cox Crawford | Esna Boyd Meryl O'Hara Wood             | 3–6, 8–6, 6–8 |
| Campeã    | 1928 | Australian Championships | Esna Boyd             | Kathleen Le Messurier Dorothy Weston    | 6–3, 6–8, 8–6 |
| Campeã    | 1929 | Australian Championships | Louie Bickerton       | Sylvia Lance Harper Meryl O'Hara Wood   | 6–2, 3–6, 6–2 |
| Campeã    | 1931 | Australian Championships | Louie Bickerton       | Nell Lloyd Lorna Utz                    | 6–0, 6–4      |